# Jan van Delft (verzetsstrijder)
Johannes Anthonius Theodorus van Delft (Waalwijk, 22 maart 1920 – Loon op Zand, 19 mei 2010) was een Nederlands verzetsman tijdens de Tweede Wereldoorlog. 

## Jeugd
Van Delft werd geboren als vierde en jongste kind van kunstschilder en beeldhouwer Theo van Delft (1883-1967) en Theodora Heijnen (1884-1951). Na het behalen van zijn HBS-diploma in juli 1938 wilde hij als volontair achtereenvolgens een jaar in Frankrijk, in Duitsland en in het Verenigd Koninkrijk gaan werken om zijn talen te verbeteren en ervaring op te doen in het bedrijfsleven. Na een leerjaar in Normandië keerde hij in september 1939 terug in zijn woonplaats Waalwijk. Vanwege de oorlogsdreiging ging zijn voorgenomen verblijf in Duitsland en het Verenigd Koninkrijk niet door. Het alternatief was een stage bij de Waalwijkse schoenfabriek Hollandia Bloch en Stibbe, een bedrijf onder joodse directie. 

## Oproep tot verzet
Van Delft verkeerde in een vriendenkring die in woord en gebaar afkeer van de nationaalsocialistische ideologie uitte. Evenals elders ontstonden ook in Waalwijk conflicten tussen leden van de plaatselijke NSB en hun opponenten. Mede vanwege de daaruit voortvloeiende spanningen verhuisde Van Delft in oktober 1940 naar Amsterdam om als kantoorbediende te gaan werken bij een leerhandel aan de Plantage Middenlaan. De banden met Waalwijk bleven. Via afdelingschef Thomas van Hollandia Bloch en Stibbe kwam hij in contact het nog ongeorganiseerde en individueel opererende prille verzet in de Langstraat. Van Delft uitte zijn protest nu ook actief door de verspreiding van het illegale blad Vrij Nederland, dat vanaf eind 1940 door Albert Dercksen in Waalwijk werd vermenigvuldigd.

## Hulp aan vervolgden
Vanaf februari 1941 woonde Van Delft ongeveer anderhalf jaar in pension bij de familie Reijntjes, waar hij een kamer deelde met de zoon des huizes, Pim Reijntjes. In de zomer van 1942 vonden de Duitse jurist Rolf Engelbrecht (1904-1966) en zijn joodse moeder van Nederlandse afkomst, Luise Aronstein (1874-1949) daar eveneens onderdak. Als zogeheten halfjood was Engelbrecht vrijgesteld van vervolging en kon hij een functie uitoefenen bij het verzekeringsbedrijf O.W.J. Schlencker in Amsterdam. Zijn moeder leefde als onderduikster in de illegaliteit. Engelbrecht en Van Delft wonnen elkaars vertrouwen en zetten zich in voor de hulp aan joodse kinderen in de crèche van de Hollandsche Schouwburg. Engelbrecht zorgde voor bonkaarten en andere documenten, die Van Delft vanuit zijn werkplek aan de Plantage Middenlaan in een café doorgaf aan (anonieme) verzetsmensen.

## Gewapend verzet
In 1943 probeerden Pim Reijntjes en zijn broer Loek via IJmuiden naar Engeland te ontsnappen. Er was echter verraad in het spel en de Sicherheitspolizei arresteert de Engelandvaarders. De broers Reijntjes zouden uiteindelijk de gevangenis van Scheveningen en de kampen Vught, Amersfoort, Natzweiler en Dachau overleven. Na de arrestatie van Pim en Loek Reijntjes waren de (ex)bewoners van huize Reintjes in Duitse ogen verdacht. Gewaarschuwd door het Amsterdamse verzet ontsnapte Van Delft in de nazomer van 1943 ternauwernood aan arrestatie, waarna hij halsoverkop naar Waalwijk terugkeerde. Via oude vrienden raakte hij al snel betrokken bij de verzetsgroep André. De fase van gewapend verzet brak aan. Vanuit hun onderduikadres in de bossen aan het Kraanven te Loon op Zand ondernamen Jan van Delft, Hans Schaap en Jan Spijkerman herhaaldelijk sabotage- en spionagemissies. Onder andere naar de Munitions Ausgabe Stelle (M.A.St), een grote munitieopslagplaats van de Luftwaffe, gelegen in de Loonse en Drunense Duinen tussen Loon op Zand en Kaatsheuvel. Bij het onklaar maken van vrachtwagens in de M.A.St. werd hij door Duitse militairen gevangengenomen en mishandeld, maar toch weer vrijgelaten. Het Kraanven was ook een tussenstation op de smokkelroute van geallieerde vliegtuigbemanningen naar België. Tevens was het een distributiecentrum van bonkaarten ten behoeve van onderduikers. Vin Weijers en Frans Mulders, medewerkers van het Waalwijkse distributiekantoor en leden van de Groep André, zorgden voor een geregelde aanvoer.
Op Dolle Dinsdag 5 september 1944 arresteerden leden van de Groep André en de Ordedienst in Waalwijk een aantal NSB'ers en landwachters. Dit in de achteraf onjuist gebleken veronderstelling dat de bevrijding door de geallieerden een kwestie van uren was. Van Duitse zijde volgen harde represailles: als vergelding werden de volgende dag burgemeester Moonen van Waalwijk en de broers Joop en Vincent Hoffmans door Nederlandse SS’ers standrechtelijk geëxecuteerd. De repressie tegen de Groep André maakte een langer verblijf van Jan van Delft en zijn kameraden aan het Kraanven onmogelijk. Tot de bevrijding van Waalwijk op 30 oktober 1944 dook hij op verschillende adressen in Waalwijk onder en was hij nauwelijks tot verzetsactiviteiten in staat. Op jacht naar leden van de Groep André deden de Duitsers in de nacht van 7 op 8 oktober 1944 op verschillende adressen in Waalwijk huiszoeking. Van Delft wist zich op zijn onderduikadres nipt aan arrestatie te onttrekken. Bij wijze van represaille werden in zijn ouderlijke woning zijn moeder, zijn zus Theodora en zijn broer Gilles opgepakt. De familieleden van Van Delft worden nog dezelfde dag weer vrijgelaten. 
De andere in die nacht gearresteerden kwamen in Duitse concentratiekampen terecht. De vier broers Slaats, George (1923-1945), Gerard (1922-1945), Herman (1910-1944) en Julius (1928-1944), alsmede Cees van Loon (1925-1944) overleefden het nazi-regime aldaar niet.

## Deelname aan geallieerde oorlogsinspanning
Na de bevrijding van de Langstraat zetten de geallieerden de Groep André in bij de ondersteuning van de geallieerde oorlogsvoering en de handhaving van de openbare orde. Jan van Delft verzamelde als agent van het Bureau Inlichtingen van het Nederlandse Militair Gezag te Eindhoven militaire informatie ten behoeve van de geallieerde troepen. Tevens was hij vanaf begin november 1944 lid van de Nederlandse Stoottroepen die Poolse en Canadese eenheden ondersteunden in de gevechten aan de Bergsche Maas door munitie, kano’s en andere benodigdheden naar de frontlinie te vervoeren.In de tweede helft van december 1944 begonnen de Duitsers aan het Maasfront een steunoperatie voor het Ardennenoffensief. De gevechten concentreerden zich uiteindelijk om het Duitse bruggenhoofd aan het Kapelsche Veer. Na de arrestatie van Jan de Rooij en de inbeslagname van zijn zender, moest nieuwe zendapparatuur naar het bezette gebied ten noorden van de Bergsche Maas worden overgebracht. Walter van den Broek, Jan van Delft en Vin Weijers, leden van de Groep André, meldden zich als vrijwilliger en ondernamen in de nacht van 27 op 28 december een crossing vanuit Drimmelen door de Biesbosch naar Werkendam. De ervaren line-crossers Cornelis Pieter van den Hoek en Arie van Driel hadden de leiding. Voor het eerst sinds de start van de cross-line tussen het bevrijde Zuiden en bezet gebied kwam het tot een vuurgevecht en sneuvelden Duitse militairen. Weijers en Van Delft keerden na een benarde week in de omgeving van Werkendam via de Biesbosch terug naar Drimmelen. Van den Broek bleef tot februari in bezet gebied om verzetsmensen te instrueren. Door de intensieve Duitse aanwezigheid lukt het uiteindelijk niet de zenders in bedrijf te krijgen. 

## Militaire carrière in Engeland
Op 25 februari 1945 vertrok Van Delft met de andere Waalwijkse oorlogsvrijwilligers Ad Schoorl en Adri van Wijlen via Brugge naar Engeland om daar een militaire training te volgen ter voorbereiding op eventuele inzet in Duitsland of in de oorlog tegen Japan. Ad Schoorl en Jan van Delft stroomden na de basisopleiding door naar de officiersopleiding aan de Koninklijke Militaire Academie Sandhurst. Beiden ontvingen tijdens de passing out parade op 28 februari 1946 voor Prinses Elizabeth de Britse onderscheidingstekens als officier. Na door Prins Bernhard tot officier in het Nederlandse leger te zijn beëdigd had Van Delft een carrière als instructeur. Tot 1947 in het kader van de (her)scholing van Nederlandse officieren in Glasgow, later bij de staf van de Palmboomdivisie in Nederland. 
Om persoonlijke redenen zag Van Delft in het najaar van 1948 af van dienst tijdens de tweede politionele actie in Nederlands-Indië. Hij verliet het leger en was vervolgens tot zijn pensionering werkzaam in de groothandel in schoenleder. 

## Onderscheidingen
Jan van Delft is vele malen onderscheiden. Tot de belangrijkste onderscheidingstekens rekende hij het Nederlandse Verzetsherdenkingskruis, de Certificates General Eisenhower U.S.A. en Lord Tedder G.B. als dankbetuiging voor de hulp aan geallieerde vliegtuigbemanningen, en het Europe Cross vanwege het meevechten in geallieerd verband.